# Második ipari forradalom
A második ipari forradalom a megkésett és alulindukált iparosodás kora. Az ipari forradalom komplex gazdasági-társadalmi átalakulás amely a 19. század középtől a 20. század elejéig tartott. Az ipari, az agrárszektor, az infrastruktúra forradalma, miközben demográfiai, társadalmi – strukturális és urbanizációs forradalom is lezajlott. Három lényeges folyamata volt: új anyagok feltűnése, új energia és erőforrások születése, a gépesítés és munkaszervezés új formái. A második ipari forradalmat általában az 1870 és 1914 (az első világháború kitörése) közötti időszakra helyezik.
A második ipari forradalom során új találmányok jöttek létre a vegyészetben, az elektromosságban, az olajiparban és az acéliparban. Az árucikkek tömegtermelése szintén fejlődésnek indult, az étel, az ital, a ruházat, a közlekedés, a korai rádiók és gramofonok előállításának gépesítése a lakosság szükségleteit szolgálta, egyúttal egyre több munkahelyet teremtett. A korra jellemző a harmadik szektor, a szolgáltató ipar megjelenése és előretörése. A második ipari forradalom a centrum kiszélesedésével és átrendeződésével járt együtt. Az átrendeződő világgazdaság új és növekvő súlyú vezető hatalmai Németország és az Amerikai Egyesült Államok voltak.

## Létrejötte

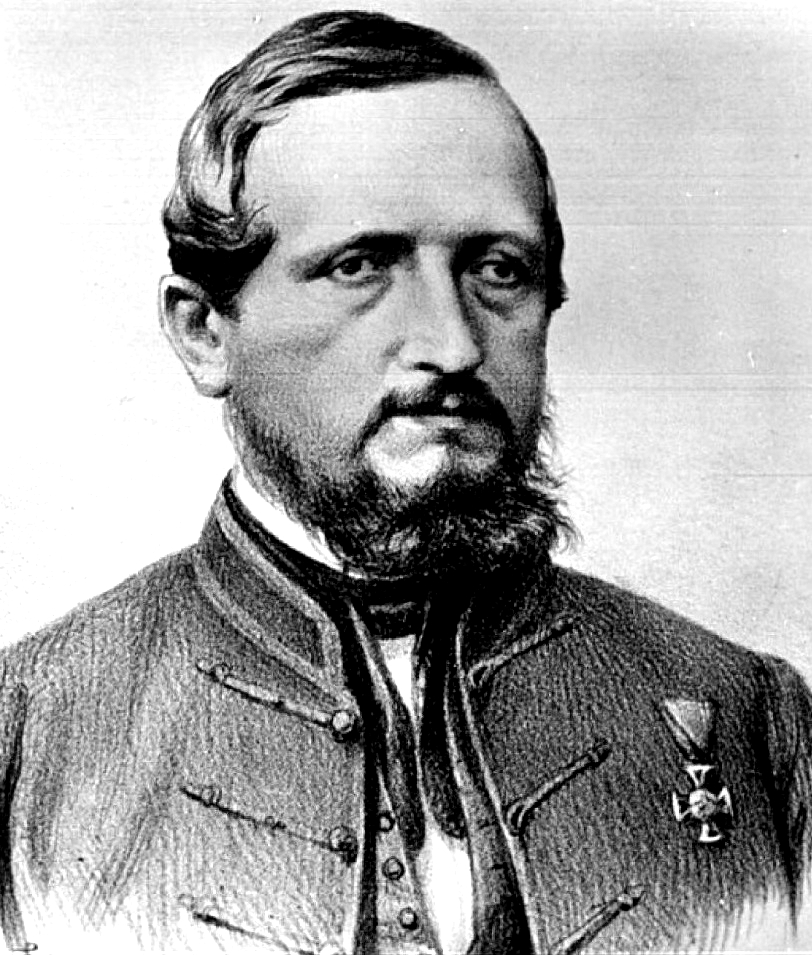
Ganz Ábrahám'
(1814–1867) vasöntőmester, gyáros, a Ganz vállalatok alapítója.

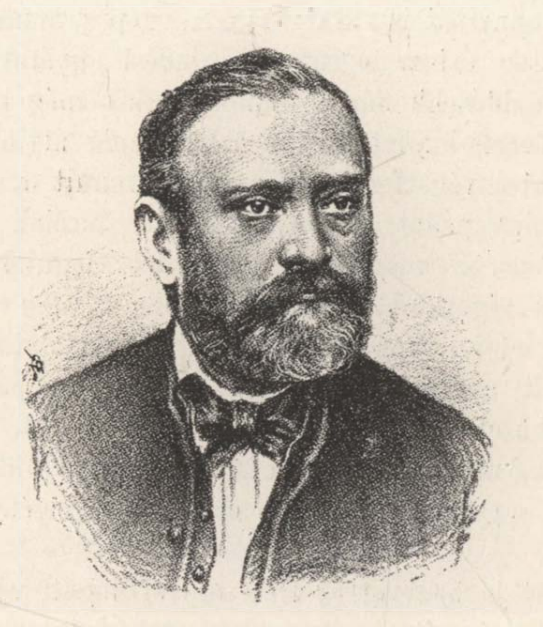
Röck István (1812–1882), gépgyáros, a Röck István Gépgyára alapítója.

A második ipari forradalom kifejezés csak két országra, Angliára és az Amerikai Egyesült Államokra igaz. Az összes többi itt említendő állam történetében ez az első ilyen folyamat. Valójában sok európai államban nem is lehetett korábban ilyesmi, mert összefüggésben áll a német és olasz egység létrejöttével, az osztrák–magyar kiegyezéssel, II. és III. Sándor orosz cárok gazdasági reformjaival és III. Napóleon liberális reformjaival, majd bukásával.
Az Orosz Birodalomban állami finanszírozású iparosítás indult meg, ami hatalmas ipari körzetek alapításával járt. Összességében azonban sem társadalmilag, sem gazdaságilag nem jutott hangsúlyos szerephez az iparosítás.
A későbbi tengelyhatalmakat alkotó államok nem véletlenül sodródtak egy táborba, a minimális tőkefelhalmozás mellett a bankok által finanszírozott gazdasági növekedés is hasonló pályára terelte őket. Erős bankrendszer alakult ki, nem sokkal a német egység létrejötte után már öt nagy bank létezett (Deutsche Bank, Hängel Bank, Credit Anstalt, Wiener Bank, Kereskedelmi és Hitelbank). A három ország igyekezett átvenni az első ipari forradalom eredményeit és az arra épülő újabb találmányokat is. Ez gyors ütemű iparosodáshoz és ugrásszerű fejlődéshez vezetett, az Osztrák–Magyar Monarchia átlagos éves gazdasági növekedése 5,6% volt. A gyors növekedés természetesen csak a lemaradás csökkentésére volt alkalmas, teljes ledolgozására nem. Egyfajta specializáció is kialakult a területek adottságainak megfelelően. Németországban és a USA-ban főleg a vegyipar és a gépipar terjedt, míg Magyarországon az élelmiszeripar, a vasúti gépgyártás és az elektromos berendezések gyártása indult be (AEG, Siemens, Ganz, Láng). Magyarországon a 19. század közepétől gőzgéphajtású gépekkel egyre gyakrabban üzemeltek, ahogy például a "Röck István Gépgyára", a "Topits József fia Első magyar gőztésztagyára", és több más is.
Jellemző folyamat a tőkekoncentráció, a monopóliumok kialakulása, ez a szabadversenyes kapitalizmus, másképpen imperializmus kora. A tőke összevonása során a vállalatok és vállalkozások száma is csökken, a kisebbek megszűnnek vagy beolvadnak a nagyobbakba. A nagyvállalatok kialakulásával sem állt le a folyamat, maguk a nagyok is koncentrálódtak. Kartellek, szindikátusok, konszernek és trösztök jöttek létre az összeolvadás különböző stádiumaiban.

## Műszaki fejlődés

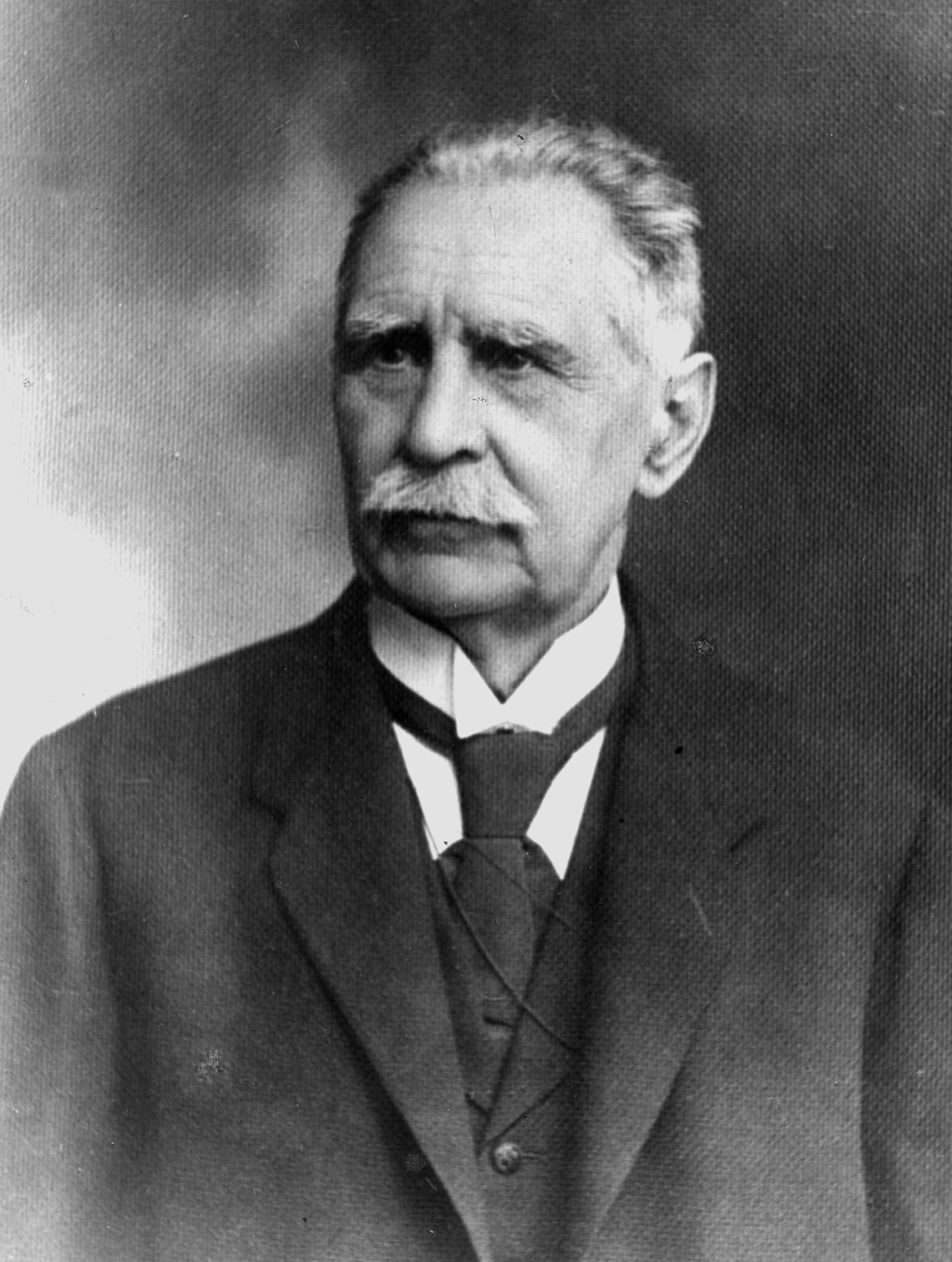
Csonka János (1852–1939), magyar feltaláló, tiszteletbeli gépészmérnök. A Bánki-Csonka-féle karburátor és a vegyes üzemű Csonka-motor feltalálója.

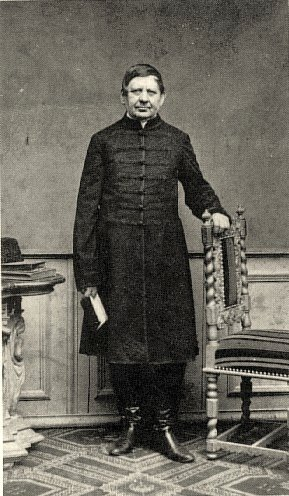
Jedlik Ányos (1800–1895), magyar feltaláló, bencés szerzetes, az első villanymotor megalkotása, érdeme a dinamóelv első leírása, a szódavíz magyarországi gyártása és a feszültségsokszorozás felismerése.

A második ipari forradalmat gyakran az ipari forradalom második hullámának is hívják, mert nem világos a technológiai és a társadalmi törésvonal közöttük. Az egyik kritikus találmány ebben az időszakban a gőzhajtású rotációs nyomdagép, ami az első ipari forradalom utolsó évtizedeinek ajándéka volt. A második ipari forradalom hozta el a gépi betűszedést. A tudás terjesztésének ez a formája törölte el Angliában a papírra kivetett adót az 1870-es években, és ilyenformán az előállítási költségek csökkentésével jelentősen előmozdította a szakmai újságírást, a folyóiratok megjelentetését. (Lásd még a Könyvnyomtatás szócikket.)
Az öntött vagy kovácsolt vasat fokozatosan a rugalmas acél váltotta fel. A tömeges acéltermelés- a második ipari forradalomnak a vezető ágazata; megteremtése már tudatos kísérletezés, a tudomány hasznosításának eredménye volt. (Bessemer-konverter: olcsó acél előállítása). Az acélgyártásból fejlődött ki a gépgyártás. A gyáripar új típusú gépesítése alakult ki: eszterga típusok, fúrógép, gyalugép, marógép.
A 19. században a vegyiparban is átalakulás ment végbe: (papír-, üveg-, cement-, gumi-, kerámiaipar, alumíniumgyártás). Kifejlesztették a belső égésű motort. A belsőégésű motor az égéstér korlátozhatóságán alapult. A gőzgéppel szemben könnyebben indítható, energiatakarékosabb. (A belsőégésű motort sokan robbanómotornak nevezik, azonban ez a kifejezés teljes mértékben helytelen, ugyanis – a közhiedelemmel ellentétben – a hengerbe bejuttatott üzemanyag elég, nem pedig berobban.) A négyütemű benzinmotor (Nikolaus Otto német mérnök) földgázból és kőolajból készült benzinnel volt üzemeltethető. Az olaj üzemanyagként való alkalmazása Rudolf Diesel nevéhez köthető.
A belső égésű motorok felfedezése a közlekedés új távlatait nyitotta meg. A fejlesztésben a németek (és magyarok is, mint Csonka János) jártak az élen, de az egész ipart forradalmasító futószalag-rendszerű tömeggyártás először az amerikai Ford autógyárban valósult meg (1898-tól). A kis méretű, könnyű benzinmotorok alkalmazásával valóra vált az emberiség álma, a repülés. Az első kormányozható léghajó (1900) a német Zeppelin, a repülőgép (1903) az amerikai Wright testvérek nevéhez kötődik.
A generátorok felfedezésének jelentősége: iparilag alkalmazható lett az elektromos áram. (Jedlik Ányos bencés szerzetes találta fel a dinamót, Déri Miksa, Bláthy Ottó, Zipernowsky Károly a transzformátort.)
A gyáriparban is szervezeti forradalom történt: monopóliumok, kartellek, szindikátusok, konszernek jöttek létre.
A találmányok és alkalmazásaik sokkal elterjedtebbé váltak ebben a forradalomban, mint a korábbiban (vagy korábbi szakaszában). Az időszak találmánya volt Amerikában a szerszámgyártás, ami más gépek alkatrészeinek előállítását is megkönnyítette. Ugyancsak ez idő alatt a fogyasztói piacon megjelent a sorban állás, mint újszerű társadalmi jelenség.

## Társadalmi átalakulás
A második ipari forradalom során társadalmi átalakulás is lezajlott: megjelent a burzsoázia és a munkásosztály, a nyugati államokban a középosztály száma, súlya megnövekedett (például fehérgalléros munkások), ezért ezeket a társadalmakat középosztály-társadalmaknak is nevezzük. Kelet-Európában torlódott társadalmak alakultak ki (egymásra torlódtak a feudális és a tőkés formák osztályai). Erre jellemző a földbirtokosok és a parasztság társadalmi többsége, szegényparasztság nagy aránya, míg a burzsoázia súlya néhány százalékos, a munkásság is szűk (12%-os) társadalmi osztály, amely homogén a szegénység tekintetében. Magyarországon 8–10 család birtokolta az összes termőföld ⅓-át. A népesség 66%-a paraszt, a maradék pedig középbirtokos és dzsentri. A dzsentrik képesítés nélküli hivatalnoki, papi és katonai funkciókat töltöttek be, míg a tőkekezelők és bankárok alkották a burzsoáziát. Kezdett kialakulni a modern középosztály is a vállalkozókból, értelmiségiekből és politikusokból.

## Mezőgazdasági átalakulás
A mezőgazdaságban piacorientált termelés alakult ki. A farmergazdálkodás (USA), a tőkés bérleti rendszer, a szabad paraszti gazdálkodás alakult ki Európa nyugati részén, míg keleten a poroszutas agrárfejlődés jellemző (nagybirtok túlsúlya). A gépek megjelentek a földeken is. A század közepén már kitűnő cséplőgépek álltak rendelkezésre. A 20. század eleje pedig meghozta az univerzális erőgépet, a hernyótalpas, robbanómotoros traktort. A vegyipar sikerei lehetővé tették a műtrágya felhasználását. A mezőgazdasági technika változásai éppen az ipari országokat, elsősorban az Egyesült Államokat jellemezték.

## Ipari átalakulás
Lényeges változás következik be a gazdasági struktúrában: elegendő munka és tőke lett, amely egyre inkább az iparba áramlott. Ezeket a fejlesztéseket a bankok finanszírozták. Állandóan növekedett az ipari termelés. A gazdasági növekedésnek, a gazdasági hatalomnak a nehézipar lett az alapja. A kis műhelyek helyét átvették a gyárak, a kereskedők szerepét pedig a bankok. Már a század derekán megfigyelhető, hogy a tudomány új felfedezései és az ipari technika változásai ugyanabban az időben és ugyanazokon a helyeken bukkannak fel. (Kezdetben Angliában és Franciaországban. A század második felében Németországban.) Természetesen még sokáig a technika ösztönzi a tudományt. (például a kémia oldotta meg textilek mesterséges színezését, vagy Pasteur a nagyipari sörfőzés problémáját.)
A század második felétől számos új tudományos felismerés új iparágak alapjává vált. Például: Az elektromágneses indukció felfedezése (Faraday) a generátorok és villanymotorok megszerkesztéséhez vezetett. Hertz kísérletileg igazolta az elektromágneses hullámok létezését és ezzel megvetette a rádiótechnika alapját.
Az első villanytelepeket és villamos távvezetékeket világítási célokra építették. Az elektromos energia viharos gyorsasággal tért hódított a gőz rovására. Az első vízerőművek megépülése után (Niagara, 19. század vége), az elektromos áram ára alacsonyabb lett. A világ első villanytelepe New Yorkban épült meg 1882-ben; Edison tervezte, akinek nevéhez fűződik a szénszálas izzólámpa, vagy a fonográf felfedezése is. Az erőművek és távvezetékek építése hatalmas tőkét igényelt. A villamos ipart kezdettől fogva az egyeduralkodó, monopolisztikus vállalkozások jellemezték.
Az elektrotechnika másik ága a hírközlést forradalmasította. A vezetékes távíró együtt fejlődött a vasutakkal. Az első tenger alatti kábelekkel a New York-i tőzsdét a londoni Cityvel kötötték össze. 1876-ban megszólalt a telefon (Alexander Graham Bell), egy év múlva Puskás Tivadar föltalálta a telefonközpontot. Guglielmo Marconi olasz fizikus drót nélkül létesített kapcsolatot a La Manche-on keresztül, majd Európa és Amerika között.

## Tudományos felfedezések

### Kémia
A kémia új korszakát az anyagok molekuláris-atomos szerkezetének felismerése alapozta meg. Tudatosan állítottak elő új anyagokat, köztük szerves vegyületeket is, megdöntve az életerő-elméletet, mely szerint szerves anyagok, csak élő szervezetekben létezhetnek. A század végén elvétve már van műanyaggyártás. A kortársak számára izgalmas volt a celluloid szalagra fényképezett mozgókép. Kidolgozták az ammónia előállításának ipari módszerét.  Megkezdődött a műtrágyák és a robbanóanyagok nagyüzemi gyártása. A benzinmotorok térhódításával megnőtt a kőolaj lepárlásának jelentősége. Kialakult a petrolkémia.

### Fizika
A fizikának egy addig elhanyagolt ágából alapvető változások indultak el. A régen ismert ívfénytől eljutottak a katódsugárzásig, és kísérletileg bebizonyították az elektronok létezését. A katódsugárzás tanulmányozása közben Röntgen felfedezte az röntgensugarakat. A tudomány nagy lépésekkel elindult az anyag belső szerkezete feltárásának útján. Becquerel uránércekkel kísérletezve felismerte, hogy látszólag semleges, kémiailag változhatatlan anyagok sugarakat bocsátanak ki. Pierre Curie és felesége, Maria Sklodowska elkülönítette a polóniumot és a rádiumot. Rutherford megalkotta a radioaktivitás általános elméletét (1903). Megszülettek az első atommodellek. Bizonyossá vált, hogy az atom, illetve az atommag olyan belső energiákat tartalmaz, amilyenekről még csak nem is álmodhattak azok, akik eddig energiát az anyagok elégetésével nyertek.

### Biológia
A biológiában a legdrámaibb változást hozó eredmény a fejlődés gondolatának terjedése volt. Charles Darwin „A fajok eredete természetes kiválasztódás útján” című művében megfogalmazott elmélete, hogy a fajok változékonyak, hosszú fejlődés eredményei, melynek során mindig a legéletrevalóbbak maradtak fenn. Gregor Mendel – Darwinnal csaknem egyidőben – kimutatta bizonyos tulajdonságok szabályszerű öröklődését, és magyarázatára megalkotta génelméletét. Ő nem keltett különösebb érdeklődést, megállapításait majd az új század fogja újra felfedezni. A baloldali szocialisták abszolutizálták a biológiai emberképet. „Az ember az állatvilág része” tétel egyoldalú értelmezésével kívánták bebizonyítani, hogy a szellem – az emberi tudat – nem más, mint az anyag tulajdonsága (materializmus).
A szabad vállalkozás, a korlátlan szabad verseny éllovasai szintén a darwini elméletre hivatkoztak, miszerint szükségszerű, hogy a gazdasági versenyben egyesek elbukjanak, mások élre törjenek. Ha az ember hosszú fejlődés eredménye, hirdették a fajelmélet (rasszizmus) előfutárai, akkor abból az is következhet, hogy az európaitól szemlátomást különböző emberi rasszok; pl. az afrikaiak és ázsiaiak, a biológiai fejlődésnek más (szerintük alacsonyabb) szintjén ragadtak. A létért való küzdelemben az erősebb elpusztíthatja a gyengébbet.

## A második ipari forradalom vége
A század végére a világot hatalmába kerítette a fegyverkezési hajsza. Egy-egy új találmány azonnal felvetette katonai alkalmazásának távlatát is. A mechanika vívmányait a lőfegyverek tökéletesítésében hasznosították. Az első automata gépek nehézgéppuskák voltak (Maxim-géppuska (1883)). A kémia fejlődését a robbanóanyagok erejének növekedésén is lemérhetjük (dinamit). A repülőgép az első világháborúban vált „nagykorúvá”. A traktorra csak páncélzatot kellett szerelni és bevetésre készen állt a tank. A búvárhajót – a robbanómotor és a villanymotor bravúros kombinációjával – egyenesen hadi célokra tervezték. Az óriási csatahajók a kor legmodernebb – úszó – üzemei. De a katonai alkalmazás gyorsította meg a telefon és a rádiózás fejlődését is.
A második ipari forradalom vége az első világháború kezdetére esik. Ekkor a gazdasági növekedés megszűnt, az új találmányok és technológiák kizárólag a háború szükségletei szerint születtek. A további iparosítást akadályozta a nyersanyag- és munkaerőhiány is. A világháború után az ipari forradalomnak egy minőségileg új szakasza kezdődött, a megkésett és megszakított fejlődés kora. Erre a világégésből kilábalni akaró világpiac, annak csődje (világválság) és a következő háborúra készülés volt jellemző.